# Liste öffentlicher Kunstwerke und Denkmäler in Offenbach
Diese Liste der öffentlichen Kunstwerke und Denkmäler in Offenbach soll einen Überblick über öffentliche Kunstwerke und Denkmäler der Stadt Offenbach am Main geben. Diese Liste erhebt keinen Anspruch auf Vollständigkeit, wird aber fortwährend ergänzt. Die Denkmäler sind chronologisch nach ihrem Aufstellungsdatum geordnet, soweit dies bekannt ist.

## Denkmäler
| Bezeichnung                             | Standort                                                                                 | Anlass, Beschreibung | Errichtet/Eingeweiht                 | Entwurf/Künstler                                         |
| --------------------------------------- | ---------------------------------------------------------------------------------------- | --- | ------------------------------------ | -------------------------------------------------------- |
| Bieberer Ortsmauer                      | Stadtteil Bieber, zwei erhaltene Teilstücke in der Langener Straße und der Oberhofstraße | Reste der früheren Ortsmauer Biebers. Seit 2007 mit einem Hinweisschild „Offenbacher Baudenkmal“ beschildert | vermutlich 2. Hälfte 16. Jahrhundert | unbekannt                                                |
| Monopteros                              | Büsing-Park                                                                              | Rundtempel erbaut für den englischen Landschaftsgarten der musikbegeisterten Schnupftabak-Fabrikanten Peter Bernard und Johann Georg d’Orville. Vermutlich diente er als Bühne für Musikdarbietungen | 1790                                 | unbekannt                                                |
| Steinkreuz                              | Stadtteil Bieber Oberhofstraße                                                           | Altes Steinkreuz. Es stand bis ins 19. Jahrhundert an der ehemaligen S-Kurve in Bieber (heute Aschaffenburger Straße gegenüber der Einmündung der Oberhofstraße). In seiner Umgebung wurde das Märkerding (jährliche Gerichtsversammlung) der mittelalterlichen Biebermark (aufgelöst 1819) abgehalten                                                                                                | vor 1819                             | unbekannt                                                |
| Betonpavillons                          | Dreieich-Park                                                                            | Betonpavillons als Muster des neuen Werkstoffens, anlässlich der Hessischen Gewerbeschau. Älteste erhaltene Betonbauten ohne Stahlbewehrung in Deutschland | 1879                                 | unbekannt                                                |
| Jahn-Eiche                              | Starkenburgring                                                                          | Turnvater Jahn. Pflanzung einer Jubiläumseiche | 1911                                 |                                                          |
| Kaiser-Friedrich-Quelle                 | Ecke Ludwigstraße/Geleitsstraße                                                          | |                                      | Reinhold Begas                                           |
| Philipp Mainländer                      | Dreieich-Park                                                                            | Gedenkstein für den Offenbacher Philosophen Philipp Mainländer. Gestiftet von „Anhängern der Mainländerschen Gedankenwelt“ | 1912                                 |                                                          |
| Ludo-Mayer-Brunnen                      | Schlossplatz an der Hochschule für Gestaltung                                            | Merkur (Gott des Handels und Gewerbes), Geschenk von dem Fabrikanten Ludo Mayer als Ernst-Ludwig-Brunnen, heute Ludo-Mayer-Brunnen als Denkmal für Ludo Mayer, der auch die Mittel für die heutige Hochschule stiftete | 1915                                 | Heinrich Jobst                                           |
| Kriegerdenkmal                          | Leonhard-Eißnert-Park                                                                    | Zum Gedenken an die Gefallenen des Ersten Weltkrieges (heute beider Weltkriege) | 1924–1926                            | Bau: Hugo Eberhardt Fries: Ernst Unger                   |
| Vogelbrunnen                            | Hauptbahnhof, Gleis 1–2                                                                  | Bauschmuck im Rahmen der Umgestaltung des Bahnhofs | 1920er Jahre                         | Bruno Schäfer                                            |
| Gedenktafel Goethe                      | Linsenberg/Büsing-Park                                                                   | „Gestiftet von Offenbachs Bürgern“ Gedenktafel Johann Wolfgang Goethe und Lili Schönemann in typischer Offenbacher Gestaltung | 1932                                 | unbekannt                                                |
| Mainfischer                             | Carl-Ulrich-Brücke                                                                       | Bronzeguss, bis 2010 in Restauration | 16. Juli 1935                        | Ernst Unger                                              |
| Opferdenkmal                            | Platz der deutschen Einheit                                                              | |                                      | Karlgeorg Hoefer                                         |
| Sitzender Mann                          | Büsing-Park                                                                              | Kunst im öffentlichen Raum | 14. Juli 1961                        | Hans Mettel                                              |
| Goldener Mann                           | Büsing-Park                                                                              | Kunst im öffentlichen Raum | 1955                                 | Wilhelm Rietschel                                        |
| Sophie von La Roche                     | Büsing-Park                                                                              | Stele am Standort des 1960 abgerissenen ehemaligen Wohnhauses von Sophie von La Roche | 1960er Jahre                         | Karlgeorg Hoefer                                         |
| Die Stehende                            | Stadtteil Lauterborn, John-F.-Kennedy-Promenade                                          | Kunst am Bau | 1969                                 | Fritz Schwarzbeck                                        |
| Schlangen-Brunnen                       | August-Bebel-Ring                                                                        | Kunst im öffentlichen Raum | 1960er Jahre                         | unbekannt                                                |
| Brunnen am Marktplatz                   | Marktplatz                                                                               | Kunst im öffentlichen Raum, aus Kirchheimer Muschelkalk | 1969                                 | Ottomar Gassenmeyer                                      |
| Flamme                                  | Berliner Straße                                                                          | Den Opfer von Krieg und Gewaltherrschaft | 1971                                 | Bernd Rosenheim                                          |
| Mobile                                  | Stadthof                                                                                 | Kunst im öffentlichen Raum | 1970er Jahre                         | Hein Sinken                                              |
| Durchdringung                           | Stadtteil Kaiserlei                                                                      | Kunst am Bau, früher am KWU-Gebäude, jetzt bei Siemens Power Generation, Kaiserleistraße | 1973                                 | Bernd Rosenheim                                          |
| Drahtgitter                             | am ehemaligen Hauptgebäude des Stadtkrankenhauses                                        | Neben dem Haupteingang | 1970er Jahre                         | unbekannt                                                |
| Mutter und Kind                         | Herrnstraße vor dem Haus der Stadtgeschichte                                             | Kunstwerk von 1953. Angeschafft nach der Baltasar Lobo Ausstellung A L'Air Libre in Offenbach. | 1980                                 | Baltasar Lobo                                            |
| Rudolf Koch                             | Buchrainweg, Nr. 29                                                                      | Gedenktafel am Wohnhaus von Rudolf Koch, gestiftet vom Lions Club Offenbach | vermutlich 1984                      | Karlgeorg Hoefer                                         |
| Skulpturengruppe                        | Darmstädter Straße                                                                       | Kunst am Bau des neuen Hauptpostamtes, entlang der Darmstädter Straße. Bronze und Vulkanstein | 1985                                 | Paul Brandenburg                                         |
| Steinrose                               | Darmstädter Straße                                                                       | Kunst am Bau des neuen Hauptpostamtes, entlang der Darmstädter Straße. Muschelkalk und Bronze | 1985                                 | Paul Brandenburg                                         |
| Romanische Säulen                       | Herrnstraße                                                                              | Ausgestellte archäologische Fundstücke | 1980er?                              | Romanische Kunst                                         |
| Bieberer Amulett                        | Stadtteil Bieber Hauptstraße                                                             | Bieberer Amulett, 50. Jahrestag der Eingemeindung Biebers | 1988                                 | Bronzezeitlicher Entwurf                                 |
| Gedenkstein ehemaliges Bieberer Rathaus | Stadtteil Bieber zwischen Langener Straße und Rathausgasse                               | Hinweis auf früheres Rathaus | 1996                                 |                                                          |
| Folded D                                | Kreuzung Kaiserstraße/Berliner Straße                                                    | Aus einem Quadrat geschnittenes und gefaltetes D. Gewidmet der Stadt der Schriftkunst Offenbach vom amerikanischen Bildhauer Benton. Hergestellt von der Firma Stahlbau Lavis aus Chromnickelstahl. Gespendet von Bürgern Offenbachs im Jahr 1981 | 1996 dort aufgestellt                | Fletcher Benton                                          |
| St0nehenge                              | Stadtteil Kaiserlei im Atrium des Omega-Hauses                                           | Kunst am Bau. Aus Michelnauer Tuff, dessen Steinbruch ist nicht mehr in Betrieb | 1994                                 | Wilfried Klaus                                           |
| Krieh die Kränk, Offebach               | Stadthof                                                                                 | Denkmal für die Geschichte „Krieh die Kränk, Offebach“. Gestiftet von der Apotheke zum Löwen | 1998                                 | Bonifatius Stirnberg                                     |
| Denkmal der Industriekultur             | Stadtteil Lauterborn                                                                     | Route der Industriekultur auf der Trasse der ehem. Industriebahn | um 2000                              | unbekannt                                                |
| Streichholzkarlchen                     | Wilhelmsplatz                                                                            | Denkmal für Karl Winterkorn, ein Offenbacher Original. Errichtet vom Verein „Denkmal Streichholzkarlche“ | April 2000                           | Judith Quartier                                          |
| Universum                               | Offenbacher Hafen                                                                        | Lichtinstallation (Projekt Hafen Offenbach) | 2008                                 | Wiebke Grösch und Frank Metzger                          |
| Offenbacher Köpfe                       | Gegenüber dem Haus der Stadtgeschichte                                                   | Skulpturengruppe am Lilipark in Offenbach am Main. Ehemals am Kaufhaus „Consumhaus“ an der Ecke Marktplatz, Frankfurter Straße. Die Skulpturengruppe zierte den Eingang. Im Zweiten Weltkrieg wurde das Kaufhaus beschädigt und 1968 abgerissen. Bis 2009 im Haus der Stadtgeschichte. Seitdem in der Herrnstraße am Lilipark. Restauriert und mit Gestell versehen am jetzigen Standort. Muschelkalk | 1901 / 2009 (1977 ?)                 | Friedrich Zorbach (1869–1929)                            |
| Bücher der Weisheit                     | Martin-Luther-Park                                                                       | Drei übereinander gestapelte Bücher aus Stein, die Bibel, Thora und Koran symbolisieren sollen. Ersatz von Kupferbibeln, die an dieser Stelle 2007 und 2013 gestohlen wurden | Oktober 2017                         | Anna Kubach-Wilmsen                                      |
| Spielende Bären                         | Markusplatz / Obere Grenzstraße                                                          | Ein Herz aus zwei spielenden Bären, Bronze, Höhe ca. 106 cm | 1964                                 | Hermann Koziol                                           |
| Doppelhelix                             | Kulturgleis am Mainufer                                                                  | Die Skulptur soll auf das schöpferische u. kreative Potenzial der Menschen verweisen. Höhe ca. 15 m | 2010                                 | Frank Flaskämper                                         |
| Offenbach Hills                         | sogenannter Feldherrnhügel, Stadtmitte                                                   | Schriftzug Offenbach aus neun vier Millimeter dünnen, weiß lackierten Aluminiumbuchstaben in je 500 Kilogramm schweren Betonfundamenten. Im Juli 2020 demontiert und eingelagert | 15. Januar 2016                      | Heinrich Zimmermann, Fabian Riemenschneider, Heiner Blum |